# Ampang Jaya
Koordinaten: 3° 8′ N, 101° 45′ O

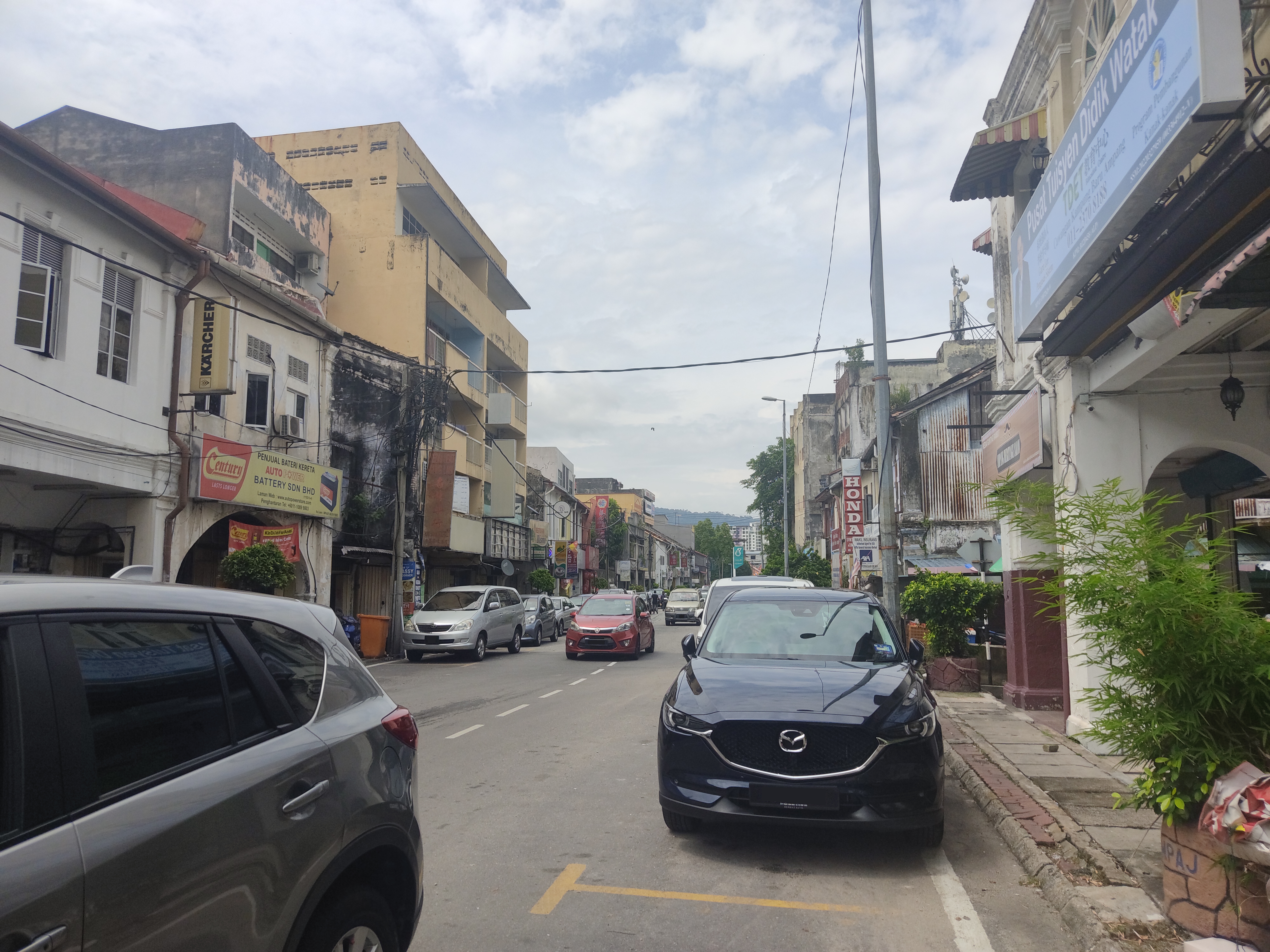
Ampang Jaya

Ampang Jaya, oft nur Ampang genannt, ist eine 126.285 Einwohner zählende malaysische Großstadt. Sie liegt unmittelbar östlich von Kuala Lumpur im Bundesstaat Selangor. Das Stadtgebiet umfasst eine Fläche von etwa 143,5 km².

## Söhne und Töchter der Stadt
- Hafizh Syahrin (* 1994), Motorradrennfahrer